# N548 (België)
De N548 is een gewestweg in België tussen Quévy (N6) en Genly (N543). De weg heeft een lengte van ongeveer 7 kilometer.
De gehele weg bestaat uit twee rijstroken voor beide rijrichtingen samen.

## Plaatsen langs N548
- Quévy
- Quévy-le-Petit
- Genly